# Sergei Wladimirowitsch Nowikow (Skilangläufer)
Sergei Wladimirowitsch Nowikow (russisch Сергей Владимирович Новиков; * 28. August 1980 in Dolinsk) ist ein ehemaliger russischer Skilangläufer.

## Werdegang
Nowikow niahm von 1997 bis 2019 an Wettbewerben der Fédération Internationale de Ski teil. Seinen ersten Erfolg hatte er bei den Europäischen Olympischen Winter-Jugendtagen 1997 in Sundsvall. Dort holte er die Silbermedaille über 10 km Freistil und die Goldmedaille über 10 km klassisch. Bei den Nordischen Junioren-Skiweltmeisterschaften 1999 in Saalfelden am Steinernen Meer holte er die Bronzemedaille mit der Staffel und bei den Nordischen Junioren-Skiweltmeisterschaften 2000 in Štrbské Pleso die Goldmedaille im Sprint. Sein erstes Weltcuprennen lief er im Januar 2000 in Moskau, welches er auf dem 45. Platz über 30 km Freistil beendete. Im Februar 2001 holte er bei der Winter-Universiade Gold über 10 km Freistil und 30 km Freistil. Seinen ersten Weltcuppunkt holte er zum Beginn der Saison 2001/02 in Kuopio mit dem 30. Rang über 10 km Freistil. Zwei Tage später belegte er mit der Staffel den vierten Platz. Seinen besten Platzierungen bei den Olympischen Winterspielen 2002 in Salt Lake City waren der zehnte Platz über 15 km klassisch und der sechste Platz mit der Staffel. Bei den nordischen Skiweltmeisterschaften 2003 im Val di Fiemme errang er den 17. Platz im 20-km-Doppelverfolgungsrennen, den 14. Rang im Sprint und den vierten Platz mit der Staffel. Im Februar 2004 holte er in La Clusaz mit dem dritten Platz in der Staffel seine erste Weltcuppodestplatzierung. Zu Beginn der Saison 2005/06 erreichte er Vernon mit dem sechsten Platz im 30-km-Skiathlonrennen seine erste Top-Zehn-Platzierung in einen Weltcupeinzelrennen. Beim Weltcuprennen im Januar 2006 in Otepää errang er den dritten Platz über 15 km klassisch. Bei den Olympischen Winterspielen 2006 in Pragelato kam er auf den 25. Platz im Sprint, den achten Rang über 15 km klassisch und den sechsten Platz mit der Staffel. Die Tour de Ski 2006/07 beendete er auf dem 22. Platz in der Gesamtwertung. Im Februar 2007 holte er in Davos mit der Staffel seinen ersten und einzigen Weltcupsieg. Bei den nordischen Skiweltmeisterschaften 2007 in Sapporo belegte er den 41. Platz im 50-km-Massenstartrennen. 2008 wurde er russischer Meister über 15 km klassisch. Bei den nordischen Skiweltmeisterschaften 2009 in Liberec erreichte er den 46. Platz im 30-km-Skiathlon und den 25. Rang über 15 km klassisch. Bei den Olympischen Winterspielen 2010 in Vancouver errang er den 43. Platz im 30-km-Verfolgungsrennen. Seit der Saison 2010/11 tritt er vorwiegend beim Eastern-Europe-Cup an, den er in der Saison 2012/13 gewann.

## Erfolge

### Weltcupsiege im Team
| Nr. | Datum           | Ort   | Disziplin           |
| --- | --------------- | ----- | ------------------- |
| 1.  | 4. Februar 2007 | Davos | 4 × 10 km Staffel 1 |

### Siege bei Continental-Cup-Rennen
| Nr. | Datum           | Ort     | Disziplin      | Serie              |
| --- | --------------- | ------- | -------------- | ------------------ |
| 1.  | 20. Januar 2013 | Charkiw | 15 km Freistil | Eastern Europe Cup |

## Platzierungen im Weltcup

### Weltcup-Statistik
Die Tabelle zeigt die erreichten Platzierungen im Einzelnen.
- 1.–3. Platz: Anzahl der Podiumsplatzierungen
- Top 10: Anzahl der Platzierungen unter den ersten zehn
- Punkteränge: Anzahl der Platzierungen innerhalb der Punkteränge
- Starts: Anzahl gelaufener Rennen in der jeweiligen Disziplin
- Hinweis: Bei den Distanzrennen erfolgt die Einordnung gemäß FIS.

| Platzierung         | Distanzrennen a | Distanzrennen a | Distanzrennen a | Distanzrennen a | Distanzrennen a | Skiathlon Verfolgung | Sprint | Etappen- rennen b | Gesamt | Team c | Team c  |
| Platzierung         | ≤ 5 km          | ≤ 10 km         | ≤ 15 km         | ≤ 30 km         | > 30 km         | Skiathlon Verfolgung | Sprint | Etappen- rennen b | Gesamt | Sprint | Staffel |
| ------------------- | --------------- | --------------- | --------------- | --------------- | --------------- | -------------------- | ------ | ----------------- | ------ | ------ | ------- |
| 1. Platz            |                 |                 |                 |                 |                 |                      |        |                   |        |        | 1       |
| 2. Platz            |                 |                 |                 |                 |                 |                      |        |                   |        |        |         |
| 3. Platz            |                 |                 | 1               |                 |                 |                      |        |                   | 1      |        | 1       |
| Top 10              |                 |                 | 5               |                 |                 | 1                    |        |                   | 6      | 1      | 12      |
| Punkteränge         | 1               | 2               | 17              | 4               |                 | 7                    | 5      | 2                 | 38     | 2      | 19      |
| Starts              | 2               | 6               | 40              | 13              | 4               | 18                   | 25     | 4                 | 112    | 2      | 19      |
| Stand: Karriereende |                 |                 |                 |                 |                 |                      |        |                   |        |        |         |

### Weltcup-Gesamtplatzierungen
| Saison  | Gesamt | Gesamt | Distanz | Distanz | Sprint | Sprint |
| Saison  | Punkte | Platz  | Punkte  | Platz   | Punkte | Platz  |
| ------- | ------ | ------ | ------- | ------- | ------ | ------ |
| 2001/02 | 36     | 78.    | -       | -       | -      | -      |
| 2002/03 | 33     | 70.    | -       | -       | 13     | 49.    |
| 2003/04 | 142    | 43.    | 120     | 31.     | 22     | 51.    |
| 2004/05 | 13     | 112.   | 13      | 71.     | -      | -      |
| 2005/06 | 140    | 39.    | 132     | 27.     | 8      | 63.    |
| 2006/07 | 78     | 57.    | 42      | 50.     | -      | -      |
| 2007/08 | 22     | 106.   | 22      | 62.     | -      | -      |
| 2008/09 | 13     | 138.   | 13      | 85.     | -      | -      |
| 2009/10 | 158    | 51.    | 132     | 29.     | 26     | 65.    |
| 2010/11 | -      | -      | -       | -       | -      | -      |
| 2011/12 | -      | -      | -       | -       | -      | -      |
| 2012/13 | -      | -      | -       | -       | -      | -      |
| 2013/14 | 11     | 135.   | 9       | 88.     | -      | -      |